# Dipsas oligozonata
Dipsas oligozonata – gatunek niejadowitego węża z rodziny połozowatych (Colubridae). Występuje w północno-zachodniej części Ameryki Południowej, prawdopodobnie endemicznie w Ekwadorze. Prowadzi głównie zmierzchowy i nocny tryb życia.

## Systematyka
Takson ten po raz pierwszy zgodnie z zasadami nazewnictwa binominalnego opisali w 1989 roku ekwadorscy herpetolodzy Orcés i Almendáriz na łamach „Revista Politécnica”. Autorzy nadali mu nazwę Sibynomorphus oligozonata. Jako miejsce typowe wskazali Zhila w prowincji Azuay w Ekwadorze (3°39′45″S 79°17′26″W/-3,662500 -79,290556, wysokość 2250 m n.p.m.). Holotyp ma oznaczenie MEPN 3612 (pierwotnie EPN 3612), to dorosły samiec o długości 358 mm. W 2018 roku A. Arteaga i współpracownicy przenieśli gatunek do rodzaju Dipsas.

### Etymologia
- Dipsas: gr. ὀλίγος dipsas, διψαδος dipsados „jadowity wąż, którego ukąszenie wywołuje silne pragnienie”[7].
- oligozonata: gr. διψας oligos – „mały, drobny, nieistotny”, łac. zonata – „opasana”[5].

## Morfologia
Jest to niewielki wąż o krótkiej głowie, spłaszczonym pysku, dosyć dużych oczach o ciemnych tęczówkach i czarnych źrenicach. Charakteryzuje się ubarwieniem od szarego do szarobrązowego, z szerokimi w przedniej części ciała i coraz bardziej zwężającymi się w stronę ogona ciemnymi poprzecznymi pasami. W obrębie ogona paski są tylko szczątkowe. Brzuch bez plam lub z ciemnymi plamkami i cętkami. Gatunek ten może być mylony z Dipsas jamespetersi, Dipsas oswaldobaezi i Dipsas oreas. Różni się od Dipsas jamespetersi tym, że nie posiada tarczki przedocznej, innym ubarwieniem brzucha, inną charakterystyką plam na ciele i mniejszą liczbą tarczek nadwargowych, których posiada 6–7, a Dipsas jamespetersi 8. Od Dipsas oreas różni się brakiem tarczki przedocznej i brakiem eliptycznych plam na całej długości ciała.
Wymiary:
|                          | Samiec  | Samica |
| Długość całkowita (mm)   | 766     | 772    |
| Długość SVL (mm)         | 632     | 618    |
| Łuski grzbietowe (rzędy) | 15      | 15     |
| Tarczki brzuszne         | 145–163 | 177    |
| Tarczki podogonowe       | 66–68   | 66     |

## Występowanie
Według najnowszych ustaleń Dipsas oligozonata występuje tylko w południowym Ekwadorze na obszarze około 1425 km² w górnym biegu rzeki Río Jubones. Występuje na wysokościach powyżej 2100 m n.p.m. aż do około 3150 m n.p.m. Wcześniejsze stwierdzenia z innych obszarów w południowym Ekwadorze oraz z północnego Peru są obecnie przypisywane opisanemu w 2018 roku Dipsas oswaldobaezi.

## Ekologia i zachowanie
Gatunek ten występuje w górskich zaroślach i łąkach, w tropikalnych wilgotnych lasach górskich, ale czasami spotykano go także na plantacjach i w wiejskich ogrodach. Prowadzi głównie nocny tryb życia. Największą aktywność wykazuje o zmierzchu i w pierwszych godzinach nocnych – od około 18:30 do 22:00. Żeruje najczęściej na powierzchni gruntu, a jego dieta składa się ze ślimaków i owadów o miękkim ciele. W ciągu dnia odpoczywa pomiędzy zaroślami, pod pniami czy w stosach liści. Jest gatunkiem jajorodnym. Nie ma wielu informacji o rozrodzie tego gatunku, ale w lęgu stwierdzono po 4 jaja.

## Status
W Czerwonej księdze gatunków zagrożonych IUCN Dipsas oligozonata jest klasyfikowany jako gatunek narażony (VU, ang. Vulnerable). Gatunek ten jest opisywany jako bardzo rzadki. Liczebność ani trend populacji nie zostały oszacowane.